# 恒松於菟二

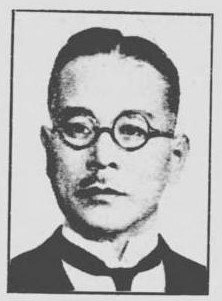
恒松於菟二

恒松 於菟二（つねまつ おとじ、1890年（明治23年）2月15日 - 1970年（昭和45年）2月9日）は、大正から昭和期の地主、農林業指導者、政治家。衆議院議員、島根県会議長。

## 経歴
島根県安濃郡大田村（大田町を経て現大田市）で、恒松臺太郎の長男として生まれる。1914年（大正3年）明治大学政治経済科を卒業。1925年（大正14年）家督を相続し農業を営む。
1917年（大正6年）大田町農会長、安濃郡会議員に選出され、同議長、大田町助役も務めた。1923年（大正12年）島根県会議員に選出され、1926年（大正15年）から1934年（昭和9年）まで県会議長を務めた。その他、安濃郡農会長、島根県農会副会長、同会長、自作農創設維持審議会委員、島根県耕地協会代議員、同畜産組合連合会長、同養蚕組合連合会長、同養鶏組合連合会長、帝国農会評議員、中央畜産会理事会副会頭、中央農業会理事、初代島根県農業会長などに在任した。
実業界では、松江銀行取締役、山陽合同銀行取締役、恒松産業社長などを務めた。教育界では、島根県教育会副会長、同体育協会理事、同社会教育委員などに在任。
1925年、社会事業団島根県和敬会会長に就任し1936年（昭和11年）まで在任し、機関誌の発行、講習会・懇談会の開催などにより部落問題の解決に尽力した。
1942年（昭和17年）4月、第21回衆議院議員総選挙に島根県第2区から翼賛政治体制協議会推薦で出馬して当選。この間、農林省委員、翼賛政治会政調農林委員、文部兼務委員、大政翼賛会島根県支部顧問、翼賛壮年団島根県支部顧問などを務めた。
1945年（昭和20年）10月、敗戦の責任を痛感して一切の公職を辞し、衆議院議員も同年12月1日に辞職し、同議員に1期在任した。その後、公職追放となった。

## 親族
- 妻 恒松ふじ（望月圭介養女、姪）[5]
- 叔母 恒松ヤヱ（恒松与吉郎の娘、恒松隆慶の妻）[9]